# 山本道
山本 道（やまもと わたる、1989年 - ）は、日本で活動するミュージカル俳優および元子役である。福岡県福岡市出身。劇団四季所属。

## 来歴
3歳のころから子役として活動を始める。子役として劇団四季と演目契約し、2001年に福岡シティ劇場で開幕したライオンキング福岡公演ではヤングシンバ役で出演し、2年務めた。第一経済大学付属高等学校を卒業後の2008年4月からは劇団四季に入団し、ライオンキングで大人俳優としての初舞台出演を果たした。

## 主な出演作品
- ライオンキング（ヤングシンバ、アンサンブル、ティモン[1]）
- 雪ん子（仏のさぶ）
- コーラスライン（マーク）
- マンマ・ミーア!（ペッパー）
- ウィキッド（ボック）
- リトルマーメイド（フランダー）
- アナと雪の女王（ウェーゼルトン）
- 美女と野獣（ルフウ）（2022年10月23日- 出演候補）[2]